# 石亭子镇
石亭子镇，是中华人民共和国湖南省衡陽市祁东县下辖的一个乡镇级行政单位。

## 行政区划
石亭子镇下辖以下地区：
太平村、五一村、罗江村、银星村、枫塘村、富友村、周塘村、松山岭村、徐丫塘村、泉塘村、谷陂塘村、宝丰村、马家村、石家村、云台村、杨梅村、尚义村、秋圹村、新高桥村、石堰村、治塘村、三圹村、长安村、草鱼村、梅塘村、新中村和洪塘坪村。